# Мясницкие Ворота
Мясни́цкие Воро́та (с 1935 по 1992 год — Ки́ровские воро́та) — площадь в Москве, расположенная в Басманном районе на северо-восточном участке Бульварного кольца между Мясницкой улицей и Грибоедовской площадью.

## История

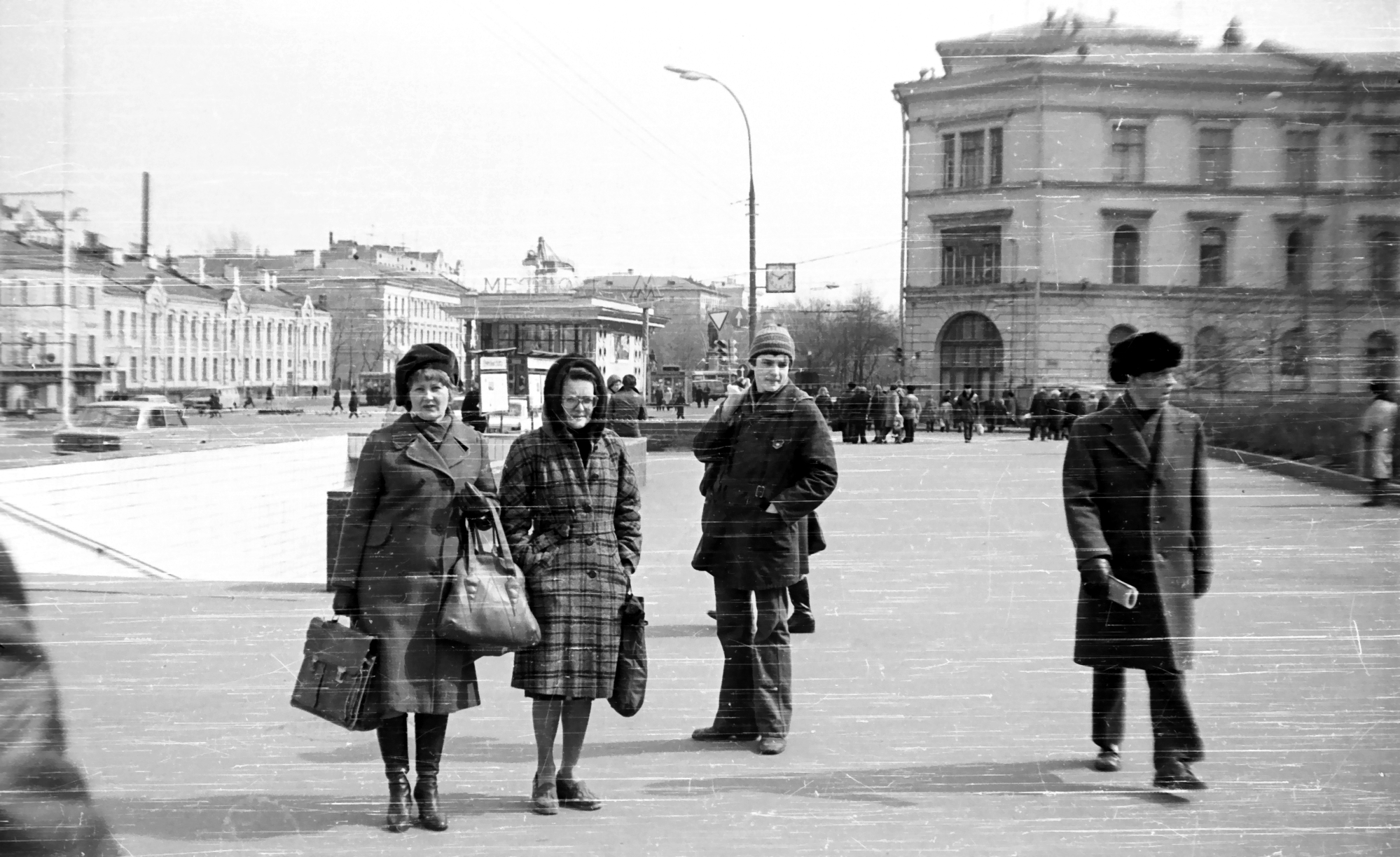
Вид на станцию метро и площадь, 1977 год

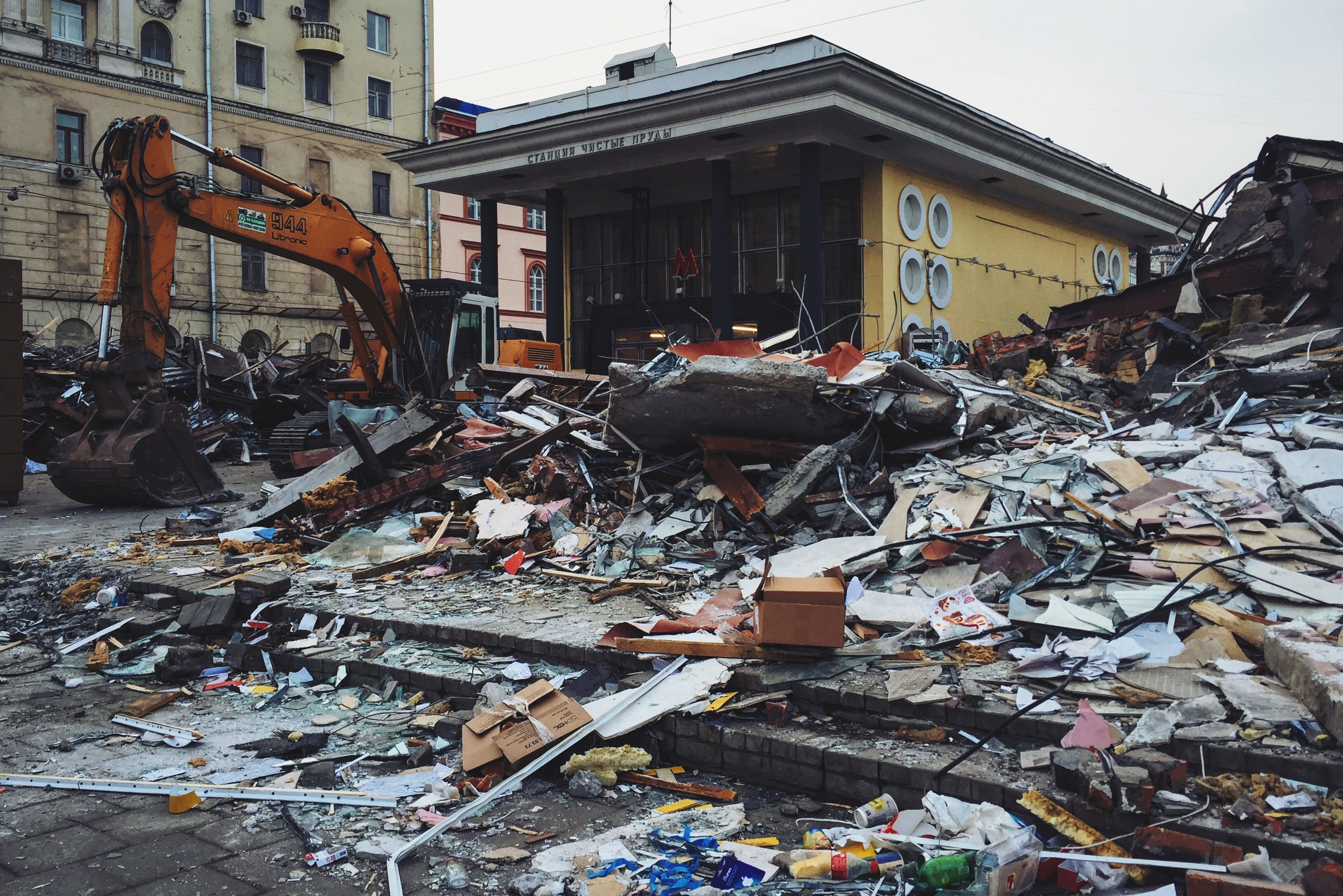
Реконструкция площади, 2016 год

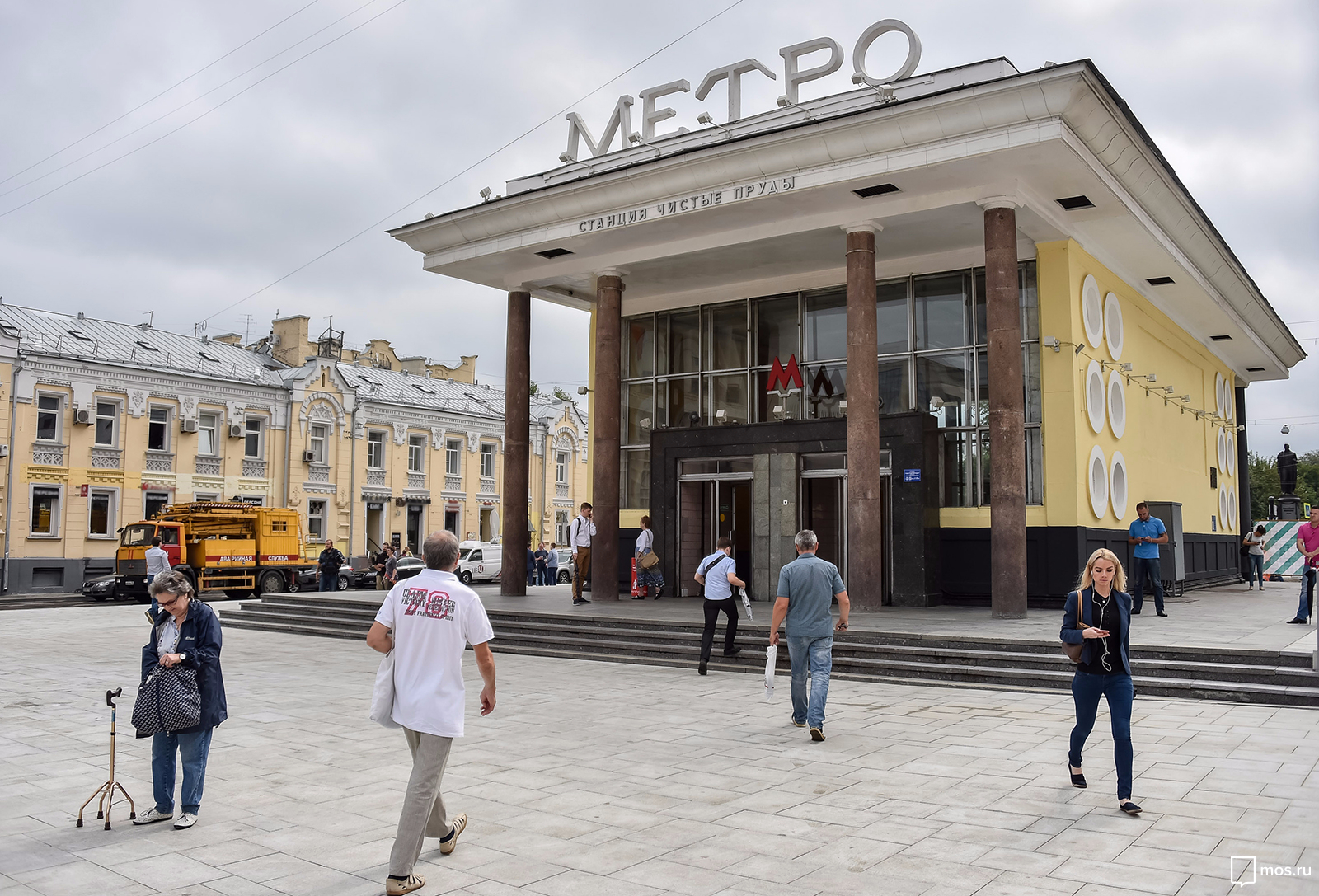
Площадь после реконструкции, 2016 год

### Предыстория
С 1585 по 1593 год возводился третий оборонительный пояс Москвы — Белогородская стена. Работами занимались военные инженеры, архитекторы, каменщики и плотники, которыми руководил Фёдор Конь. На месте современной площади находились Мясницкие ворота и башня, названная по воротам Мясницкой. В 1651—1657 годах около неё возвели церковь на средства прихожан. Её освятили в честь Фрола и Лавра, они почитались как покровители домашнего скота: за воротами располагался пригонный скотинный двор. В 1658-м царским указом ворота переименовали во Фроловские, но новое название не прижилось и осталось лишь в документах. В XVI—XVII веках на месте современного Гусятникова переулка перед стеной располагался Животный двор — рынок торговли скотом. В 1699 году с внутренней стороны стены около ворот граф Александр Меншиков приобрёл большое владение (позднее на этой территории возвели здание Почтамта) и построил каменные палаты и церковь. С 1710 по 1723 год рядом со строениями находились мясные лавки, которые впоследствии перенесли за Земляной город. К середине XVIII века стена обветшала и утратила своё назначение, поэтому её разобрали, освободившаяся площадь на месте Мясницких ворот получила их наименование.

### Становление и развитие
После сноса стены площадь была застроена домами бояр и небольшими церквями, однако уже к концу XVIII века их разобрали. В 1800-х годах большую часть образовавшей территории заняли постоялый двор и трактир. Позднее построили несколько кондитерских лавок. Наиболее популярным местом была пекарня господина Эйнема, знаменитая на всю страну.

В этот день у Эйнема пекли пироги. / Византийские. Пышные. Сдобные. / Петербуржцы, на что уже были брюзги, / а и те говорили: в Москве пироги — / Чудеса в решете! Бесподобные!.. / Шел ванильный, щекочущий дух приворот, / дух чего-то знакомого, милого. / От Мясницких ворот до Арбатских ворот, и до самого Дорогомилова. — Стихотворение «Именины» Дон-Аминадо
В 1907 году перед постоялым двором, который к этому времени уже стал гостиницей, был устроен проезд с одной стороны бульвара на другую. В 1934-м в рамках сталинской реконструкции Москвы все постройки на площади снесли, включая церковь Фрола и Лавра, а на месте гостиницы в 1935 году по проекту архитектора Николая Колли возвели наземный вестибюль станции метро. В строительной документации станция называлась «Мясницкие ворота», но из-за переименования площади в площадь Кировские Ворота и Мясницкой улицы станция получила название «Кировская». Новые названия не прижились в народе.
Мясницкие Ворота! Какие у Кирова в Москве могут быть ворота!Анна Ахматова
Историческое название площади вернули лишь в начале 1990-х годов, а станцию метро переименовали в «Чистые пруды». В 1959-м около вестибюля по проекту скульптора Аполлона Александровича Мануйлова и архитектора Александра Заварзина был установлен памятник Александру Грибоедову.

### Современность
В 2016 году в рамках программы благоустройства «Моя улица» на площади снесли торговые павильоны. В том же году обновили павильон станции метро . 15 сентября 2020 года пространство рядом получило название «Грибоедовская площадь».

## Общественный транспорт
- Станции метро «Чистые пруды», «Тургеневская» и «Сретенский бульвар».
- Трамваи № 3, 39, А.
- Автобус № 122.